# Mindre sumpsångare
Mindre sumpsångare (Acrocephalus gracilirostris) är en afrikansk fågel i familjen rörsångare inom ordningen tättingar.

## Utseende och läten
Mindre sumpsångare är en rätt stor (14-16 cm) och slank rörsångare med ganska tydligt ögonbrynsstreck, lång näbb och mörka ben. Bröstet är vitaktigt i stora delar av utbredningsområdet, i nordost dock mörkare så att det kontrasterar mot den ljusare strupen. Jämfört med större sumpsångare är den mindre, mer varmbrun och mycket tydligare vitt ögonbrynsstreck, det senare också en tydlig karaktär gentemot den mindre rörsångaren som övervintrar i Afrika. Vingen är kort och rundad med kortare handpenneprojektion än både basrasångaren och trastsångaren. Sången är fyllig och flöjtliknande, i engelsk litteratur beskriven som "cheerup-chee-chiree-chiree".

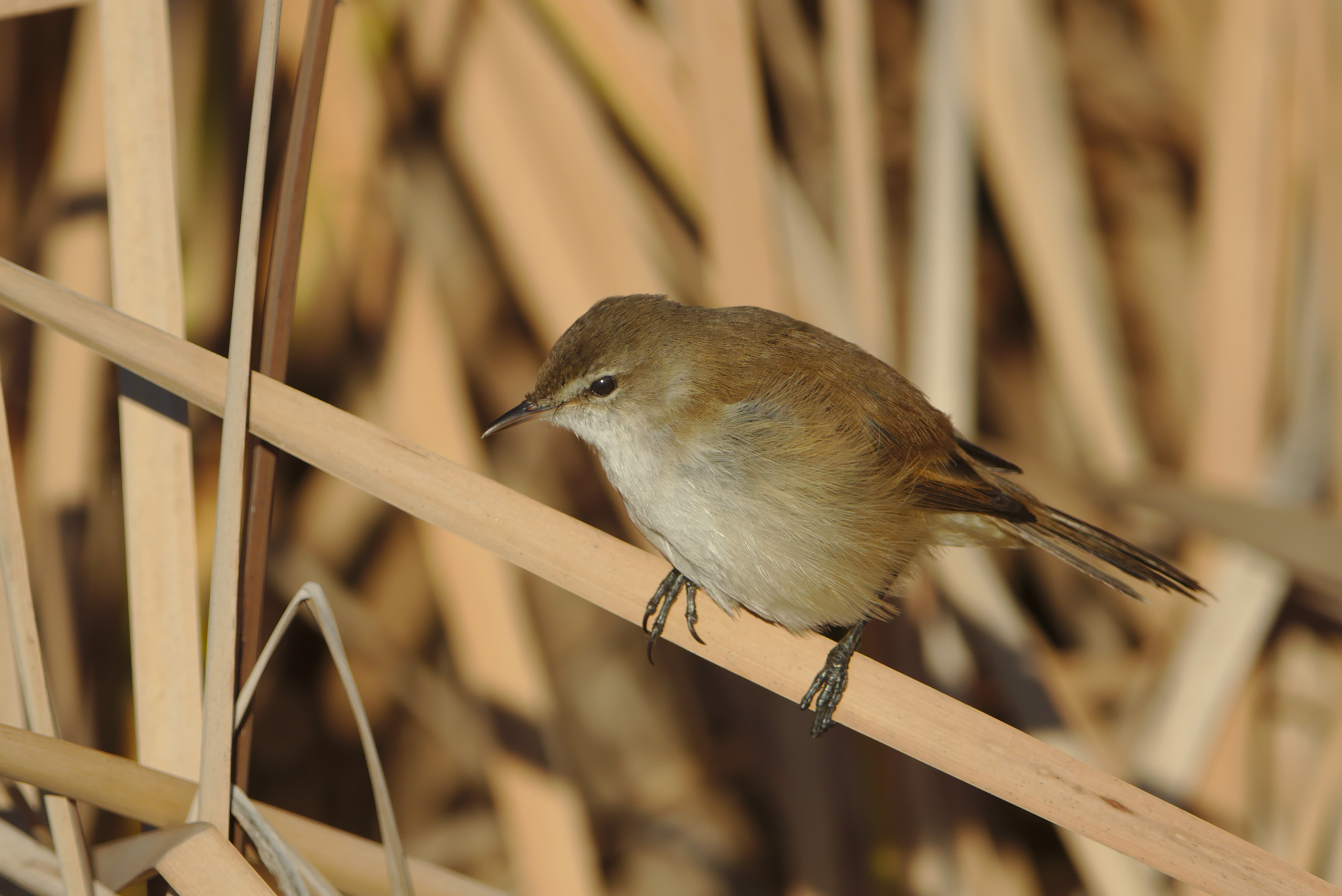

## Utbredning och systematik
Mindre sumpsångare delas in i åtta underarter med följande utbredning:
- Acrocephalus gracilirostris neglectus – västra Tchad
- Acrocephalus gracilirostris jacksoni – södra Sudan till västra Kenya, Uganda och östra Demokratiska republiken Kongo
- Acrocephalus gracilirostris tsanae – Tanasjön i nordvästra Etiopien
- Acrocephalus gracilirostris leptorhynchus – östra Etiopien, södra Somalia och från sydöstra Kenya till sydöstra Demokratiska republiken Kongo, sydöstra Zambia, norra Zimbabwe och Malawi
- Acrocephalus gracilirostris parvus – från höglandet i sydvästra Etiopien till Kenya, norra Tanzania, Rwanda och Burundi
- Acrocephalus gracilirostris cunenensis –sydvästra Angola till norra Namibia, norra Botswana, sydvästra Zambia och västra Zimbabwe
- Acrocephalus gracilirostris winterbottomi – norra och nordvästra Zambia till östra Angola och sydvästra Tanzania
- Acrocephalus gracilirostris gracilirostris – sydöstra Zimbabwe och södra Moçambique till södra Namibia och Sydafrika

Vissa urskiljer även underartern zuluensis med utbredning i KwaZulu-Natal i Sydafrika.

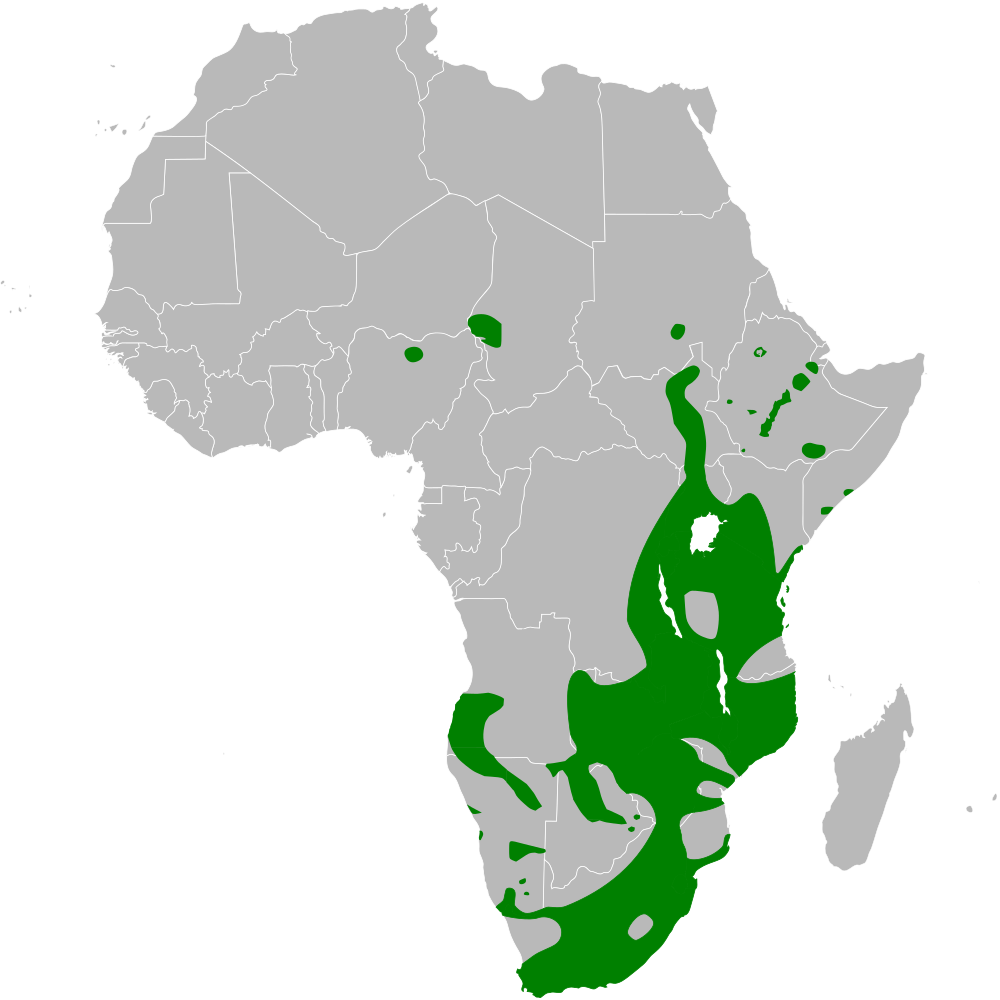
Mindre sumpsångarens utbredningsområde i Afrika.

### Familjetillhörighet
Rörsångarna behandlades tidigare som en del av den stora familjen sångare (Sylviidae). Genetiska studier har dock visat att sångarna inte är varandras närmaste släktingar. Istället är de en del av en klad som även omfattar timalior, lärkor, bulbyler, stjärtmesar och svalor. Idag delas därför Sylviidae upp i ett flertal familjer, däribland Acrocephalidae.

## Levnadssätt
Mindre sumpsångaren förekommer i vassbälten, oftast stående i vatten, där den är vanlig och lätt att få syn på. Födan består av insekter, men även grodor. Fågeln häckar mellan mars och december i Kenya och Tanzania, januari–augusti i Malawi, augusti–maj i Zimbabwe, februari i Zambia och i november och februari i Botswana. Arten är stannfågel.

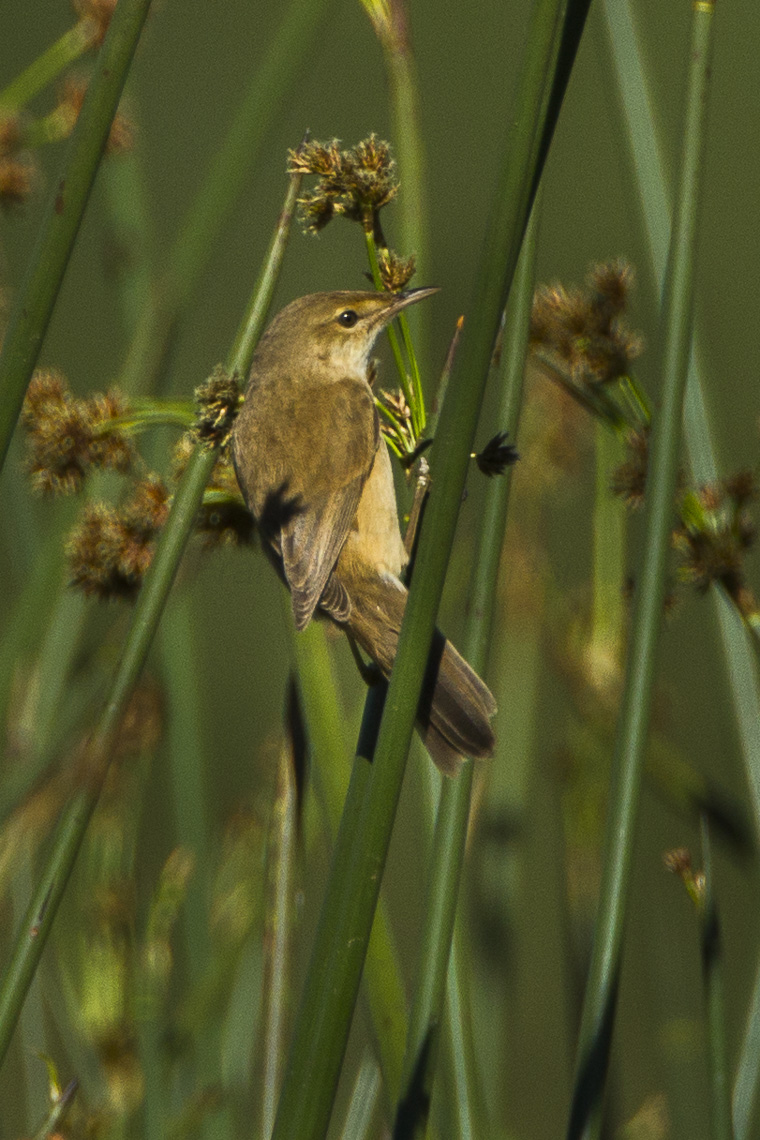

## Status och hot
Arten har ett stort utbredningsområde och en stor population med stabil utveckling och tros inte vara utsatt för något substantiellt hot. Utifrån dessa kriterier kategoriserar internationella naturvårdsunionen IUCN arten som livskraftig (LC). Världspopulationen har inte uppskattats men den beskrivs som ovanlig i Sydsudan, fåtalig i nordvästra Lesotho, sällsynt i västra Tchad och vanlig i Etiopien, södra Somalia, västra och södra Uganda, Rwanda, Burundi och delar av Demokratiska republiken Kongo.